# Trajanov steber
Trajanov steber (latinsko Colvmna Traiana ali Colvmna Cochlis,  italijansko Colonna Traiana) je rimski triumfalni steber, ki so ga postavili v Rimu v spomin na zmage cesarja Trajana v dačanskih vojnah. Postavljen je bil po odredbi rimskega senata, verjetno pod nadzorom arhitekta Apolodorja iz Damaska. Steber stoji v bližini Kvirinala, severno od rimskega foruma. Postavitev je bila zaključena leta 113. Znan je predvsem po spirali bas reliefov z več kot 2.500 prizori, ki umetniško upodabljajo vojne med Rimljani in Dačani  v letih 101-102 in 105-106. Njegova oblika je navdihnila številne druge, tako rimske kot sodobne, zmagovalne stebre.
Steber je visok 30 m, skupaj s piedestalom pa 35 m.  Jašek je zgrajen iz 20 ogromnih izvotljenih blokov  kararskega marmorja s premerom 3,7 m, ki tehtajo po približno 32 ton. 190 m dolg friz se približno 23 krat ovije okoli stebra. V notranjosti stebra je jašek s spiralnim stopniščem s 185 stopnicami. Na vrhu je razgledna ploščad. Kapitel, ki tehta 53,3 tone, stoji na višini približno 34 m.
Antični kovanci dokazujejo, da je bil na vrhu stebra sprva kip ptice, verjetno orla, ki je v srednjem veku izginil. 4. decembra 1587 so na njegovo mesto postavili bronasta kipa papeža Siksta V. in  svetega Petra, ki stojita še danes.

## Friz

### Oblikovanje
Neprekinjen spiralni friz se triindvajsetkrat premakne od baze do kapitela in je bil v svojem času arhitekturna inovacija . Oblikovanje so prevzeli kasnejši cesarji, kot je Mark Avrelij. Pripovedna skupina se razteza od približno 1 metra na dnu stebra do 1,2 metra pod vrhom . Prizori se neprestano razvijajo. Pogosto se v isti sceni uporablja več različnih perspektiv, tako da je mogoče razkriti več (npr. drugačen kot se uporablja za prikazovanje moških, ki delajo za zidom).

### Prikazana zgodovinska vsebina

#### Pripoved
V reliefu sta dva Trajanova zmagovita vojaška pohoda proti Dačanom; spodnja polovica prikazuje prvo (101–102), zgornja polovica pa drugo (105–106). Ti pohodi so bili sodobni v času gradnje stebra. Skozi vse pa friz ponavlja standardizirane prizore imperialnega naslova (adlocutio), žrtvovanja (lustratio) in vojske, ki se je začela z akcijo (profectio). Prizori bitke so v stebru zelo majhni, namesto tega pa poudarjajo podobe urejenih vojakov, ki izvajajo slovesnost in gradnjo.
Vojna proti Dakiji je bila ena od osvajanj in širitve. Zato je cilj pohoda vključevanje in integracija Dakije v rimsko cesarstvo kot rimska provinca, upodobitve nasilnih dejanj proti tujim ženskam in otrokom pa ne obstajajo. Zdi se, da je bilo nasilje med vojno na splošno manj pomembno.
Nekateri znanstveniki kažejo, da je pomanjkanje bojnih prizorov in veliko število prizorišč  gradnje propaganda, zgrajena posebej za urbano prebivalstvo Rima (primarno občinstvo), ki obravnava njihov strah in nezaupanje v vojsko, tako da prikazuje vojskovanje kot majhno stransko škodo.
Ključni dogodki, ki so bili predstavljeni, so prvo prečkanje Donave s strani rimske legije, Trajanovo potovanje po Donavi, predaja Dačanov ob koncu prve vojne, velika žrtev ob mostu Donave v drugi vojni, napad na dačansko prestolnico in smrt dačanskega kralja Decebala .
Oba dela sta ločena s poosebljenjem Viktorije na ščitu, ki ga obojestransko obdajajo trofeje.

#### Figure in predmeti
Veliko pozornosti je namenjeno razlikovanju moških in žensk z obeh strani pohoda, pa tudi vrstnikov znotraj teh različnih skupin. Prizori so polni mornarjev, vojakov, državnikov in duhovnikov. Obstaja tudi kot dragocen vir informacij o rimskih in barbarskih orožjih ter metodah vojskovanja (kot so utrdbe, ladje, orožje itd.) in oblačila. V reliefu so podrobnosti, kot so balista ali katapult. Natančne podrobnosti ustvarjajo močan učinek verodostojnosti; oblikovalec slike predstavlja kot objektivno zgodovinsko resnico .
Cesar Trajan je realistično upodobljen v verističnem slogu in ima 59 nastopov kot osrednji junak med svojimi enotami. Predstavitev rimske vojske kot sorazmerno nežno je bila zasnovana tako, da podpira Trajanovo podobo kot človeka »pravičnosti, milosti, zmernosti in samoobvladanosti«.

#### Ženske
Ženske večinoma zasedajo in določajo robove prizorov. Vendar so umrljive ženske v rimski državni umetnosti tako redke, da je izjemno pomembno, da so sploh vključene v vojni spomenik. V moškem diskurzu vojskovanja so ženske vizualni trop, ki nadalje razvija idejo podrejanja s feminizacijo tujih osvajanj.
Vendar pa je na stebru »ena najbolj nenavadnih, motečih in nasilnih upodobitev žensk v rimski umetnosti, prizorišče mučenja«. Na tej nenavadni sceni je pet dačanskih žensk upodobljenih, da mučijo tri gole moške, morda prikaz ženske dominacije, ki povečuje ponižanje rimskega sovražnika.

## Lega
Danes je Trajanov steber najpomembnejša arhitekturna značilnost Trajanovega foruma, ki je ostal skoraj nedotaknjen, zdaj pa je izolirana od prvotnega okolja. Steber je bil postavljen proti najsevernejši točki foruma, ki je delovala kot osrednja točka celotnega kompleksa foruma. Obkrožen je bil s treh strani z dvema bočnima knjižnicama in baziliko Ulpijcev. Dve knjižnici na severovzhodu in jugozahodu stebra sta bili namenjeni preučevanju latinskih in grških zvitkov . Zgrajeni sta bili v tandemu s stebrom . Očitno sta vključevali zgornje gledališke ploščadi za dve strani stebra. S povišano razgledno točko so bile slike prizora, izklesane v nizkem reliefu in podrobno predstavljene z barvo in kovinsko opremo, vidnejše (kljub temu pa starodavni gledalec ni mogel slediti zaporedju neprekinjene spirale reliefov). Problem vidnosti zgornjih območij je še bolj očiten, ko primerjamo Trajanov steber s stebrom Marka Avrelija. Figure v kasnejšem stebru Marka Avrelija so globlje zarezane in celo poenostavljene nad višino gredi, ker ni bilo okoliških zgradb, ki bi služile kot razgledne ploščadi. Zdi se, da je bil za izboljšanje prepoznavnosti uporabljen drugačen slog rezanja.
Dve knjižnici ob stebru sta pripomogli k nadaljevanju cesarjevega propagandnega programa. Poleg tega, da sta služili kot razgledne ploščadi za steber, so v njih postavili dragocena literarna dela za rimske ljudi. Zagotovo je bilo eno pomembno besedilo, ki se je ohranil Trajanov lastni zapis dačanske vojne, zdaj izgubljen. Reliefi na stebru, ki dokumentirajo dačanski pohod, bi bili živo dopolnilo Trajanovega poročila o vojnah. Rimljani so se spomnili na njegove zmage vsakič, ko so uživali v odprtem prostoru in udobju foruma . Kombinacija stebra in veličastnih zgradb, ki so ga obkrožale, je ustvarila osupljiv spektakel.

## Namen
Ni jasno, ali je bil steber namenjen spominski funkciji ali propagandi. Tradicionalna znanstveniki menijo, da je steber veličasten spomenik, ki kaže Trajana kot velikega rimskega cesarja. Vendar pa so nedavne rekonstrukcije Trajanovega foruma ugotovile, da bi vsak širši pogled na steber večinoma oviral dve knjižnici na Forumu, ki sta jo utesnjevali. Tudi zato, ker bi bilo težko slediti spiralnemu frizu od začetka do konca (hoditi v krogih z nagnjeno glavo), je bila pripovedna moč stebra precej omejena.
Po drugi strani pa, kot ugotavlja francoski arheolog Paul Veyne, se relief lahko bere "navpično" od spodaj, pri čemer je figura cesarja prepoznavna po pasovih podob - tako kot na stebru na trgu Vendôme, lahko Napoleonovo podobo prevzamemo, prizor po prizoru. Poleg tega sta dve knjižnici, ki sta ga obkrožali, zagotavljali ploščadi za opazovanje stebra, če je gledalec stal na najvišjih nadstropjih, zaradi česar je bil pogled na friz veliko bolj viden.
Čeprav obstaja dokaz, da steber ni bil postavljena na idealno mesto glede vidljivosti, ga je nemogoče zavrniti kot neko obliko strukture poveličevanja. Obstaja pomembna točka, da je bil steber izjemno težaven za konstruiranje in zato je malo verjetno, da bi ga postavili v forum z nameni, da bi ga skrili.
Obstaja tudi pomembna ideja stebra kot simbola za Trajan. Trajanov pepel je bil pokopan v komori pri dnu stebra. Na vrhu stebra je bil njegov kip. Pritličje Foruma, ki je središče življenja Rimljanov, je tam, kjer so pokopani zemeljski ostanki Trajana. Steber se dviga iz baze, vodi nas skozi Trajanovo zmago v Dačanskih vojnah in (kot je bil prvotno zgrajen) se konča s Trajanovim kipom nad forumom. Če upoštevamo prakso deifikacije cesarjev, kar je bilo pričakovano v tem časovnem obdobju, zlasti slavnega Trajana, je simboliko tukaj težko prezreti. Trajanovi zemeljski ostanki ostajajo v Forumu z rimskimi ljudmi, medtem ko ga osvajanja dvigajo v nebesa. To bi bilo težko dokazati kot naključje, zato je treba steber v nekem smislu obravnavati kot simbol poveličevanja.
Steber deluje tudi kot nagrobni spomenik. Po Trajanovi smrti leta 117 je rimski senat glasoval za zakopavanje Trajanovega pepela v stolpičnem kvadratnem podstavku, ki je okrašen z zajetimi Dačanskimi grbi in oklepom. Njegov pepel in tistega njegove žene Plotine so postavili v bazo v zlatih žarah (ki so kasneje izginile iz spomenika). Nekateri razmišljajo, da je Trajan morda želel, da bi bil steber njegovo zadnje počivališče od začetka projekta in da so bile podobnosti v oblikovanju z drugimi pogrebnimi strukturami naravna izbira za rimski senat. Zlasti obkroženost, ki zahteva od opazovalca friza na stebru, spominja na rimsko pogrebno prakso, ki opozarja na središče - in posledično na konec Trajana.
Morda je najpreprostejša razlaga napis, napisan nad vhodom: da je bil obstoj stebra inženirsko čudo zaradi neizmernih izkopavanj, potrebnih za njegovo gradnjo.

## Napis
Napis na dnu stebra v najboljših črkah se glasi: 
 SENATVS·POPVLVSQVE·ROMANVS
IMP·CAESARI·DIVI·NERVAE·F·NERVAE
TRAIANO·AVG·GERM·DACICO·PONTIF
MAXIMO·TRIB·POT·XVII·IMP·VI·COS·VI·P·P
AD·DECLARANDVM·QVANTAE·ALTITVDINIS
MONS·ET·LOCVS·TANT<IS·OPER>IBVS·SIT·EGESTVS 
Prevod napisa se približno glasi: 
 Senat in Rimljani [to dajemo ali posvetimo cesarju Cezarju, sinu božanskega Nerva, Nerva Traianus Augustus Germanicus Dacicus, pontifex maximus, v njegovi 17. letnici v pisarni tribuna, ki je bil šestkrat priznan kot imperator, 6-krat konzul, pater patriae, da pokaže, kakšna je bila velika višina in kraj, ki je bil odstranjen za tako velika dela.
Verjeli so, da naj bi steber stal tam, kjer je nekoč bilo sedlo med Kapitolinskim in Kvirinalskim gričem, ko ga je izkopal Trajan, vendar so izkopavanja pokazala, da to ni tako. Sedlo je bilo na mestu Trajanovega foruma in Trajanove tržnice. Napis se torej nanaša na celoten Trajanov gradbeni projekt na območju cesarskih forumov.
To je morda najbolj znan primer rimskih kapitelov, ki so se pogosto uporabljali za kamnite spomenike in manj pogosto za pisanje rokopisov. Kot je bilo mišljeno, da se bere od spodaj, so spodnje črke nekoliko manjše od zgornjih črk, da bi dobili ustrezno perspektivo. Nekatere, vendar ne vse, delitve besed so označene s piko, številne besede, zlasti naslovi, pa so skrajšane. V napisu so številke označene s titulusom, črto na vrhu črk. Na dnu napisov je bil izgubljen majhen kos.
Slogovni font Trajan, ki ga je leta 1989 oblikovala Carol Twombly, uporablja črke na podlagi tega napisa, ki izhajajo iz raziskav Edwarda Caticha. Na voljo je bilo veliko drugih pisav za takšne oblikovalce kot sta Frederic Goudy in Warren Chappell.

## Spiralno stopnišče
Notranjost Trajanovega stebra je votla: z majhnim vhodom na eni strani baze se vstopi na  spiralno stopnišče z 185 stopnicami, ki omogoča dostop do ploščadi, ki je obiskovalcu v antiki ponudila pogled na okoliški Trajanov forum; 43 okenskih rež osvetljuje vzpon.
Steber je visok 38,4 m od tal do vrha podlage kipa . Stoji tik ob veliki baziliki Ulpijcev, zato je bil zgrajen dovolj visok, da je lahko deloval kot razgledna točka in ohranil svoj vizualni vpliv na forum. Sam steber brez podnožja, kip in njegova osnova, je visok 29,76 metrov, številka, ki skoraj ustreza 100 rimskim čevljem; začenši nekoliko nad dnom podnožja, spiralno stopnišče v notranjosti meri le 8 cm manj.
Steber je sestavljen iz 29 blokov marmorja, ki tehtajo skupaj več kot 1100 t. Samo spiralno stopnišče je bilo izklesano iz 19 blokov, s polnim obratom vsakih 14 stopnic; ta ureditev je zahtevala bolj zapleteno geometrijo kot običajne alternative z 12 ali 16 stopnicami . Kakovost izdelave je bila takšna, da je stopnišče praktično enakomerno, spoji med velikimi bloki pa so zelo natančni. Kljub številnim potresom v preteklosti se steber danes nagiba pod kotom manj kot polovico stopinje.
Na kasnejšo rimsko arhitekturo je Trajanov steber pomembno vplival, še posebej njegovo spiralno stopnišče. Medtem ko so pred rimskimi stavbami redke, se je ta oblika, ki varčuje s prostorom, v tem času postopoma širila po vsem imperiju . Poleg praktičnih prednosti, ki jih ponuja, je zasnova postala tesno povezana tudi s cesarsko močjo, kasneje pa sta jo sprejela Trajanova naslednika Antonin Pij in Mark Avrelij. V času Napoleona je podoben steber, okrašen s spiralno reliefno skulpturo, postavljen na trgu Vendôme v Parizu v spomin na njegovo zmago pri Austerlitzu.

## Konstrukcija
Predpostavlja se, da so bili bobni za steber dvignjeni na svoje mesto. Starodavni viri, kot tudi precejšnje število arheoloških dokazov kažejo, da so rimski inženirji lahko dvignili velike kose čisto od tal. Tipični boben Trajanovega stebra tehta c. 32 t, medtem ko je kapitel, najtežji blok nad podnožjem in bazo kipa, težek celo 53,3 t, kar je bilo treba dvigniti 34 m visoko. Da bi prihranili težo, so bile stopnice verjetno izklesane v kamnolomu ali na kraju samem.
Kljub temu je bilo za takšne obremenitve očitno nezadosten značilen rimski žerjav, ki je v vsakem primeru dosegel največjo višino od 15 do 18 metrov. Namesto tega so okrog gradbišča postavili stolpasto leseno konstrukcijo, sredi katere so bili marmorni bloki dvignjeni s sistemom jermenic, vrvi in vitlov; poganjala jih je velika moška delovna sila in morda tudi živali, razporejene po tleh. V skladu s sodobnimi izračuni je bilo potrebnih osem vitlov, da bi dvignili osnovni blok 55 t, medtem ko je dolžina vrvi, ki je bila potrebna za najvišje bobne, znašala na približno 210 m ob predpostavki, da sta blokirala dva bloka.
Takšen dvižni stolp je bil kasneje velikokrat uporabljen tudi pri renesančnem arhitektu Domenicu Fontani, da bi preselil obeliske v Rim. Iz njegovega poročila je razvidno, da je usklajevanje dvigala med različnimi ekipami za vlečenje zahtevalo precejšnjo koncentracijo in disciplino, saj bi, če sila ne bi bila enakomerno uporabljena, prevelika obremenitev na vrvi povzročila pretrganje. V primeru Trajanovega stebra so se težave še dodatno zaostrile zaradi sočasnega dela na sosednji baziliki Ulpijcev, ki je omejila razpoložljivi prostor, tako da so imele posadke z vitlom možnost dostopa le z ene strani.

## Reprodukcije
Mavčni odlitki reliefa so bili posneti v 19. in 20. stoletju. Po stoletju onesnaženja s kislino so zdaj bolj berljivi v nekaterih podrobnostih kot izvirnik in način, kako so prikazani, daje študentom podrobnejši pogled na relief, kot na prvotnem mesto. Primeri se lahko preučijo v:
- Muzeju rimske civilizacije v Rimu, kjer je bil vsak "okvir" pripovedi razrezan v ločen odsek, odseki pa so prikazani horizontalno;
- Narodnem muzeju romunske zgodovine, Bukarešta, Romunija, ki prikazuje friz vodoravno v segmentih
- V muzeju Victoria in Albert v Londonu. Prikazan v obliki stebra in, vključno z bazo, je steber razrezan na dve polovici.
- Arheološki zbirki Univerze v Zürichu

Poleg tega so posamezni odlitki friza razstavljeni v različnih muzejih, na primer v Muzeju za antično plovbo v Mainzu. Popolno raziskavo v enobarvni obliki je objavil nemški arheolog Conrad Cichorius med letoma 1896 in 1900, ki je še vedno osnova moderne znanosti. Na podlagi Cichoriusovega dela in fotografskega arhiva nemškega arheološkega inštituta je bil v podatkovni bazi slik v nemškem jeziku ustvarjen raziskovalno usmerjen spletni pregledovalnik za Trajanov steber.

## Mere
- Višina podnožja: 1,7 metra [37]
- + višina gredi: 26,92 metra 
  - Tipična višina bobnov: 1,521 m
  - Premer gredi: 3,695 m
- + višina kapitela: 1,16 metra
- = Višina samo stebra: 29,78 metrov
  - Višina vijačnega dela stopnišča: 29,68 metrov
- Višina stebra, razen podnožja: 28,91 m
- + višina podstavka, vključno s podzidkom: 6,16 metra
- = višina vrha stebra nad tlemi: 35,07 metra

## Vpliv
Rim
- Steber Antonina Pija
- Steber Marka Avrelija

Konstantinopel
- Arkadijev steber
- Teodozijev steber

Srednji vek
- Bernwardov steber

Sodobnost
- Steber v Astoriji, Oregon
- Steber na trgu Vendôme v Parizu
- Kongresni steber v Bruslju
- Stebra v Karlovi cerkvi na Dunaju
- Steber svete Trojice, verski spomenik zgrajen v čast svete Marije
- Washington Monument (Baltimore)
- Spomenik velikemu požaru v Londonu